# Kehrbach
Kehrbach är ett vattendrag i Österrike.   Det ligger i förbundslandet Niederösterreich, i den östra delen av landet, 40 km söder om huvudstaden Wien.
I omgivningarna runt Kehrbach växer i huvudsak blandskog. Runt Kehrbach är det ganska tätbefolkat, med 160 invånare per kvadratkilometer.